# Modèle atomique simplifié
Le modèle atomique simplifié est un modèle atomique à but pédagogique permettant de repérer facilement le nombre de protons et de neutrons d'un atome et de visualiser le nombre d'électrons présents sur chacune des couches électroniques.
Il s'agit d'une simplification du modèle de Bohr ne permettant pas le calcul de l'énergie des électrons et de leurs transition électronique.
Ce modèle est associé à une convention de représentation dans laquelle le noyau atomique est représenté par un cercle dans lequel on indique le nombre de protons et de neutrons qu'il contient. Les couches électroniques sont figurées par des cercles concentriques sur lesquelles on dispose des petits disques représentant les électrons.
Dans certains cas, la composition du noyau est omise et celui-ci est simplement indiqué par un point. On précise alors à côté du modèle l'élément représenté.